# 네트워크 경제
네트워크 경제(network economics)란 네트워크에 이용자가 추가될 때 비용은 추가적으로 들지 않으면서도 한계 이득이 훨씬 많이 발생될 수 있는 경제 상황을 말한다.
네트워크에 기반한 비즈니스 모델은 네트워크 경제를 이용하여 기업들을 전략적으로 만든다. 네트워크 경제 관점에서 정보기술을 전략적으로 유용할 수 있다. 네트워크에서는 수확체감의 법칙이 통하지 않는다. 네트워크상에 추가인원에 대한 한계비용이 0이기 때문에 한계수익은 더 커진다. 전화, 인터넷 서비스 이용자들은 상호작용을 통해 막대한 가치를 창출한다.

## 같이 보기
- 규모의 경제